# Keita Tanaka
Keita Tanaka (田中 恵太 Tanaka Keita?, Tokio, 26 de diciembre de 1989) es un futbolista japonés que juega como centrocampista en el Gainare Tottori.

## Trayectoria

### Clubes
| Club                  | País  | Año       |
| --------------------- | ----- | --------- |
| A. C. Nagano Parceiro | Japón | 2012-2014 |
| F. C. Ryukyu          | Japón | 2015-2016 |
| Mito HollyHock        | Japón | 2017-2018 |
| F. C. Ryukyu (cedido) | Japón | 2017      |
| F. C. Ryukyu          | Japón | 2019-2022 |
| Gainare Tottori       | Japón | 2023-     |